# Gaitana
La Gaitana o Cacica Gaitana fue una heroína y líder indígena de la región de Timaná Huila, Andes, hoy Colombia, reconocida por congregar en torno a su persona uno de los movimientos de resistencia indígena más importante del siglo XVI.
También conocida como Guaitipán, fue símbolo de rebeldía y resistencia, lideró a su pueblo y gran cantidad de vasallos que la acompañaban contra la invasión de los conquistadores españoles entre 1539 y 1540.

## Los indígenas
Según las crónicas de la época, en la cuenca oriental de la cordillera central, al occidente de lo que hoy es el departamento del Huila vivían los indígenas Yalcón, que contaba cinco mil guerreros, y además los Timanaes, Avirama, Pinao, Guanaca y Páez. Al oriente y sur de esta región vivían los Andaquí y al nororiente los Pijao.

## Pedro de Añazco
En 1538 Pedro de Añazco  fue un explorador y marinero designado por el gobernador español Sebastián de Belalcázar para que fundara una villa en Timaná para facilitar las comunicaciones entre Popayán y el río Magdalena, labor que implicaba contacto, sometimiento y confrontación con los nativos de la región.   
Añazco comenzó a citar a los jefes indígenas de la región para imponerles tributos, encomiendas y otras obligaciones. 
Por entonces, una mujer era una de las caciques, conocida por los colonizadores como "La Gaitana". Cuando el conquistador llegó, se negó a hablar con ella por ser mujer y convocó a Timanco cacique que le seguía en el mando. El hombre era uno de sus jóvenes hijos. Por miedo y por orgullo para con su madre, este hombre se negó a ir a hablar a donde convocaban a todos los caciques. Durante la noche después de esa reunión,  vinieron a buscar a este muchacho. Frente a ella, a su mujer y  a sus hijos lo mataron para que dicho castigo sirviese de escarmiento a todos los demás, y así lograr el sometimiento de todos los pueblos originarios de la región. Posteriormente la Gaitana organizó a todos los pueblos que pudo y ella misma lideró la batalla contra los españoles en la zona de Colombia.

## La venganza
La ejecución en lugar de doblegar a los indígenas produjo un alzamiento general en todo el territorio. La Gaitana (que así llamaron los españoles a esta cacica) logró congregar más de seis mil indígenas, que atacaron de madrugada a Pedro Añazco. Este, tranquilamente con 20 hombres, andaba recorriendo los alrededores; 16 fueron muertos, 3 huyeron hasta Timaná con la noticia del desastre, y Añazco cayó vivo en manos de sus enemigos. Entregado a la Gaitana, ésta le hizo sacar los ojos con la punta de una flecha y lo paseó con un dogal al cuello de pueblo en pueblo, hasta que murió lentamente.

## La resistencia indígena
No era solamente el deseo de vengar la muerte de su hijo lo que impulsaba a la célebre cacica, por lo que siguió aún después de la derrota de Añazco su lucha, invitando a todos los caciques, y sobre todo a Pigoanza, jefe principal de los Yalcones, a hacer el último esfuerzo por exterminar a sus opresores. Lograron aquellos en efecto interceptar toda comunicación con Popayán y sorprender y matar una partida de veinte españoles que se dirigían con ganados de cría a Timaná; mas, a pesar de los repetidos y formidables ataques, no pudieron romper ni vencer a los ochenta españoles que componían aquella pequeña colonia.
Entre tanto, había llegado a Popayán la noticia del alzamiento de los paeces, y resolvió Juan de Ampudia, que mandaba aquella colonia, salir a lo que llamaban el castigo de las insolencias de los indígenas. Reunió para ello cerca de cien hombres sacando cuantos se hallaron capaces de tomar parte en la expedición en Cali y en Popayán. Mas sucediéndole muy al revés de lo que esperaba; los indígenas hicieron valiente resistencia aprovechando la aspereza de su país; Ampudia murió de un lanzazo en el cuello en el último combate, y Francisco Tovar, su segundo, hubo de retirarse a Popayán desengañado. Así acabaron los capitanes Ampudia y Añazco, compañeros de Belalcázar, pagando con tan trágico fin las innumerables crueldades que habían cometido en la última jornada de Belalcázar al Cauca. No fueron inútiles los nuevos esfuerzos de la Gaitana, pues logró reunir una confederación de todos los pueblos indígenas de la región, más de diez mil guerreros, para hacer la última tentativa con el fin de arrojar a los españoles de Timaná.

## Traición
Su plan se frustró por la traición del cacique indígena Matambo, quien avisó a los españoles sobre los planes de su gente y detalló cómo los hombres por vado y las mujeres en canoas, pasaban el Magdalena con todos los utensilios necesarios para celebrar la victoria que creían ya segura. 
Prevenidos, pues, los invasores y fortificados, esperaron del ataque, que se verificó al amanecer. En esta ocasión venían armados de cuantos objetos metálicos cortopunzantes habían podido adquirir de los españoles: clavos, tijeras, regatones de lanza, y hasta las guarniciones de las espadas afiladas aparecían engastadas a guisa de armas, que los igualaran con sus opresores. Los escuadrones de los indios estaban tan disciplinados, que apenas moría un hombre, era reemplazado al instante por otro; de manera que los de a caballo no podían penetrar, y sin algunos proyectiles encendidos que abrieron campo a Juan del Río y a los demás jinetes, el éxito de los españoles habría sido dudoso. Una vez, sin embargo, que comenzó la matanza en el interior de los escuadrones, ya los indios cesaron de resistir con vigor, y fueron atropellados y rotos, quedando el campo cubierto de millares de cadáveres.
Pero la derrota no acabó los ánimos de lucha y los deseos de libertad. Se unieron a La Gaitana más tribus como los pijaos, panaes o pamaos. Como en la anterior batalla no lograron descubrir al traidor, este continuó su labor delatora. En un nuevo intento por copar a las tropas españolas, estos nuevamente los esperaban, lo que desvaneció la victoria.

## Continuidad de la resistencia
Retiráronse los indígenas de las cercanías de Timaná a lugares apartados y fuertes, adonde saliendo a buscarlos Tobar, creyéndolos definitivamete debilitados, quedó vencido, de modo que no se atrevían ya los indios a volver a atacar a los españoles en lo llano, ni estos a los indígenas en sus montañas. Hubo, de hecho, una tregua que duró algún tiempo.
La tranquilidad, sin embargo, no duró mucho. Regresaron los españoles con refuerzos que pusieron a los indígenas en gran desventaja, al punto de la extinción. La historia registra, según fray Pedro Simón -que escribe en 1626- de catorce o quince mil indígenas que había en la villa de Timaná, quedaron sólo unos 600. Las epidemias de viruela, las guerras y los trabajos forzados impuestos por los españoles no dejaban levantar a los nativos.
Vencido, lo que quedó del pueblo nativo, se replegó.